# Thor A. Bak
Thor Anders Bak (født 28. april 1929 i Aarhus, død 12. august 2017 i København) var en dansk kemiker.
Han var professor i kemi ved Københavns Universitet 1963-1992, rektor for Københavns Universitet 1972-76 og formand for Dansk Flygtningehjælp 1984-89.
Thor A. Bak blev i 1965 medlem af Det Kongelige Danske Videnskabernes Selskab og af Akademiet for de Tekniske Videnskaber og modtog i 1989 H.C. Ørsted Medaljen i guld. 1999 blev han Kommandør af Dannebrog.

## Bogudgivelser
- Contribution to the Theory of Chemical Kinetics (1959)
- Kemi (1960)
- Mathematics for Scientists (sammen med J. Lichtenberg) (1966)
- En drøm om videnskab (1992)